# Back Up Train
Back Up Train is het debuutalbum van de Amerikaanse soulzanger Al Green. Het werd in 1967 voor het eerst uitgebracht door Hot Line Records, een label dat werd opgericht door Palmer James en Curtis Rodgers. Zij speelden tevens in een eerdere begeleidingsband van Green, genaamd The Creations. Op dit album werd Green, die destijds eenentwintig jaar oud was, nog als Al Greene vermeld.
Green werd bij de opnames van dit album bijgestaan door een andere begeleidingsband, genaamd The Soul Mates. De single "Back Up Train" werd twee maanden eerder uitgebracht onder de naam Al Greene & The Soul Mates. Op de B-kant verscheen het nummer "Don't Leave Me".

## Composities
| Nr. | Titel                                       | Duur |
| --- | ------------------------------------------- | ---- |
| 1.  | Back Up Train (Palmer James/Curtis Rodgers) | 2:21 |
| 2.  | Hot Wire (James)                            | 2:56 |
| 3.  | Stop and Check Myself (Green)               | 1:43 |
| 4.  | Let Me Help You (James)                     | 1:47 |
| 5.  | I'm Reachin' Out (Watkins)                  | 2:44 |
| 6.  | Don't Hurt Me No More (James/Rodgers)       | 2:18 |

| 7.                 | Don't Leave Me (James)                | 2:19 |
| 8.                 | I'll Be Good to You (Tiny Watkins)    | 2:14 |
| 9.                 | Guilty (Williams)                     | 2:58 |
| 10.                | That's All It Takes (Lady) (Rodgers)  | 2:21 |
| 11.                | Get Yourself Together (James/Watkins) | 2:28 |
| 12.                | What's It All About (James/Watkins)   | 1:58 |
| 13.                | A Lover's Hideaway (James/Watkins)    | 2:40 |
| Totale duur: 30:47 |                                       |      |

## Bezetting

### Muzikaal personeel
- Al Green - zang

### Overig personeel
- Chris Athens - mastering
- Steve Bartels - producer
- Howard Fritzson - ontwerp albumhoes
- Lynn Goldsmith - fotografie
- Edward Odowd - design verpakking
- Gary Pacheco - producer
- Jimmy Palmer - producer
- Al Quaglieri - mastering
- Curtis Rodgers - producer